# Allan Corduner
Allan Corduner (Stoccolma, 2 aprile 1950) è un attore e doppiatore britannico.

## Biografia
Corduner è un attore caratterista che ha lavorato a lungo nel teatro, in particolare a Londra al Teatro del West End e Broadway, nel cinema e in televisione. Ha partecipato a film come Il gladiatore, Mr. Nobody, Topsy-Turvy - Sotto-sopra e Defiance - I giorni del coraggio. Tra il 2013 e il 2015 è stato impegnato nel ruolo di Andrea Verrocchio nella Serie TV Da Vinci's Demons.
Ha recitato anche nel film Il mercante di Venezia, uscito nel 2004, nei panni di Tubal.
Nel 2010 ha diretto un cortometraggio, An Act of Valour, scritto assieme a Juha Leppäjärvi e presentato nel marzo 2010 al London Lesbian and Gay Film Festival. Ha recitato anche in diversi musical, tra cui Titanic e My Fair Lady a Broadway ed Hello, Dolly! e Passion a Londra.
Nel 2015 ha preso parte al doppiaggio di Bloodborne dove ha interpretato Gerhman.

## Vita privata
È dichiaratamente gay ed è sposato con Juha Leppäjärvi dal 2013.

## Filmografia

### Cinema
- Prigioniero del passato (The Return of the Soldier), regia di Alan Bridges (1982)
- Yentl, regia di Barbra Streisand (1983)
- Facoltà di medicina (Bad Medicine), regia di Harvey Miller (1985)
- Hearts of Fire, regia di Richard Marquand (1987)
- Talk Radio, regia di Oliver Stone (1988)
- L'ombra di mille soli (Fat Man and Little Boy), regia di Roland Joffé (1989)
- Edoardo II (Edward II), regia di Derek Jarman (1991)
- Il sogno di Kate (A Business Affair), regia di Charlotte Brandstrom (1994)
- Gli imbroglioni (The Impostors), regia di Stanley Tucci (1998)
- Topsy-Turvy - Sotto-sopra (Topsy-Turvy), regia Mike Leigh (1999)
- Il segreto di Joe Gould (Joe Gould's Secret), regia di Stanley Tucci (2000)
- Il gladiatore (Gladiator), regia di Ridley Scott (2000)
- Kiss Kiss (Bang Bang), regia di Stewart Sugg (2001)
- La zona grigia (The Grey Zone), regia di Tim Blake Nelson (2001)
- The Search for John Gissing, regia di Mike Binder (2001)
- Zoe, regia di Deborah Attoinese (2001)
- Moonlight Mile - Voglia di ricominciare (Moonlight Mile), regia di Brad Silberling (2002)
- De-Lovely - Così facile da amare (De-Lovely), regia di Irwin Winkler (2004)
- Il mercante di Venezia (The Merchant of Venice), regia di Michael Radford (2004)
- Il segreto di Vera Drake (Vera Drake), regia di Mike Leigh (2004)
- Più grande del cielo (Bigger Than the Sky), regia di Al Corley (2005)
- La contessa bianca (The White Countess), regia di James Ivory (2006)
- Fred Claus - Un fratello sotto l'albero (Fred Claus), regia di David Dobkin (2007)
- Defiance - I giorni del coraggio (Defiance), regia di Edward Zwick (2008)
- Mr. Nobody, regia di Jaco Van Dormael (2009)
- Ladri di cadaveri - Burke & Hare (Burke and Hare), regia di John Landis (2010)
- The Sweeney, regia di Nick Love (2012)
- Closer to the Moon, regia di Nae Caranfil (2013)
- Woman in Gold, regia di Simon Curtis (2015)
- Florence (Florence Foster Jenkins), regia di Stephen Frears (2016)
- Disobedience, regia di Sebastián Lelio  (2017)
- Operation Finale, regia di Chris Weitz (2018)
- Tár, regia di Todd Field (2022)
- The Offering, regia di Oliver Park (2023)

### Televisione
- Musketeers - Moschettieri (La Femme Musketeer), regia di Steve Boyum – film TV (2004)
- L'ispettore Barnaby (Midsomer Murders) – serie TV, episodio 14x08 (2012)
- Dancing on the Edge – miniserie TV (2013)

### Doppiaggio
- Summer in Transylvania (2010-2012) - Leo Frankenstein
- Bloodborne (2014) - Gehrman

## Doppiatori italiani
Nelle edizioni in lingua italiana delle opere in cui ha recitato, Allan Corduner è stato doppiato da: 
- Francesco Vairano in De-Lovely - Così facile da amare, Mr. Nobody
- Bruno Alessandro in Florence
- Pasquale Anselmo in Topsy-Turvy - Sotto-Sopra
- Stefano De Sando in Defiance - I giorni del coraggio
- Roberto Draghetti in La zona grigia
- Oliviero Dinelli in Homeland - Caccia alla spia
- Nino Prester in Disobedience
- Edoardo Siravo in Operation Finale

Come doppiatore, è stato sostituito da:
- Gianni Quillico in Bloodborne
- Ambrogio Colombo in Summer in Transylvania